# بسته ویناآران‌ای
بسته ویناآران‌ای (انگلیسی: ViennaRNA Package) مجموعه‌ای از ابزارها و کتابخانه‌های مستقل برای پیش‌بینی و تحلیل ساختار دوم اسید نوکلئیک است. کد منبع این بسته به صورت نرم‌افزار آزاد توزیع‌شده است و برای سکوهای لینوکس، مک‌اواس و مایکروسافت ویندوز موجود است. مقالهٔ اصلی این بسته بیش از ۲۰۰۰ بار ارجاع داده شده است.